# Focke-Wulf Fw 57
Le Focke-Wulf Fw 57 était un prototype de chasseur-bombardier lourd de l'entre-deux-guerres. Conçu par Focke-Wulf Flugzeugbau AG, cet avion multi-rôle était basé sur le concept de Kampfzerstörer (littéralement « Bombardier destroyer »), soit un bombardier rapide et bien armé capable de rivaliser avec des chasseurs. Le programme fut finalement abandonné en faveur du chasseur lourd Messerschmitt Bf 110.

## Développement
Au début des années 1930, la force aérienne allemande « non officielle », qui ne deviendra la Luftwaffe qu'en 1935, n'est composée que d'appareils de première génération. Ceci est en partie dû au traité de Versailles interdisant à l'Allemagne vaincue de former une armée de l'air.
Cependant en 1933, après l'arrivée au pouvoir de Hitler et de la nomination de Hermann Göring à la tête du Reichsluftfahrtministerium (ministère de l'air), la planification du rééquipement en avions modernes fut lancée.
À l'automne 1934, le Technische Amt (département technique) du RLM émit un appel d'offres pour la conception d'un Kampfzerstörer, un chasseur-bombardier lourd multi-rôle, pouvant servir de base par la suite pour la conception de Schnellbomber (bombardier rapide). L'appareil devait être un monoplan bimoteur, avec un train rétractable, entièrement métallique, plus rapide et aussi maniable que les chasseurs monomoteurs existants, avoir un armement puissant pour détruire des bombardiers ennemis, avoir une soute à bombes et posséder une autonomie suffisante pour servir d'escorte.
7 firmes aéronautiques allemandes répondirent :
- Bayerische Flugzeugwerke,
- Dornier Flugzeugwerke,
- Focke-Wulf Flugzeugbau,
- Heinkel Flugzeugwerke,
- Henschel und Sohn,
- Gothaer Waggonfabrik et
- AGO Flugzeugwerke.

Bien que les différents bureaux d'étude aient une grande liberté sur la réalisation du cahier des charges en pratique, seule l'option moteur avait été définie de manière stricte par le RLM, l'appareil devait utiliser des Daimler-Benz DB 600 ou des Junkers Jumo 210.
AGO présenta son Ao.225 en misant tout sur l'armement, sans précédent pour l'époque (4 canons de 20 mm). Gotha proposa son "Projet no 3", un chasseur bipoutre assez similaire au Fokker G-1, conçu 2 ans plus tôt. Focke-Wulf et Henschel utilisèrent une tourelle électrique Mauser. Seul Bayerische Flugzeugwerke, qui sera absorbé par Messerschmitt AG par la suite, ignora volontairement les contraintes d'emploi (pas de soute à bombes) pour se concentrer uniquement sur les caractéristiques de vol.
En décembre 1934, le RLM sélectionna 2 concepts qui répondaient au mieux à ses attentes pour essais : Focke-Wulf Flugzeugbau avec son Fw 57, et le Hs 124 de Henschel. Bien que le Bf 110 semble prometteur, la firme n'avait pas la faveur du ministère, et sa non prise en compte des besoins de base firent que le projet fut écarté. Cependant, Ernst Udet dont la propre entreprise avait fusionné 10 ans plus tôt avec la "Bayerische Flugzeugwerke" usa de son influence en faveur du Bf 110 pour que le projet fasse partie des essais.
Les 3 prototypes, avec leur tourelle désarmée, furent finalisés en 1936. Le Fw 57 était le plus grand des trois appareils proposés et le prototype une fois construit s'avéra être beaucoup plus lourd que prévu : rien que son aile pesait 5 fois plus que prévu. Le Fw 57 affichait alors un poids à vide de 6 800 kg (sans tourelle, ni armement) soit 63 % de plus que le Hs 124.
Le Fw 57 V1 vola pour la première fois en mai 1936 et l'essai ne fut pas à la hauteur des espérances. En dépit de la puissance de ses moteurs Junkers Jumo 210A, ses caractéristiques en vol se révélèrent être médiocres, à tel point que, juste quelques semaines après son vol inaugural, le premier exemplaire fut détruit à la suite d'un atterrissage d'urgence. La campagne de tests continua avec les Fw 57 V2 et V3, le dernier étant équipé avec des moteurs Daimler-Benz DB 600A plus puissants.
Le concept originel de Kampfzerstörer avec tourelle fut abandonné à l'automne 1936 par la Luftwaffe, et transformé en simple Zerstörer (chasseur lourd sans tourelle, ni soute à bombes) pour garder des performances optimales en matière de vitesse et maniabilité,. Le RLM choisit donc le projet le plus prometteur, à savoir le Bf 110 et déclara inaptes les 2 autres prototypes. Les programmes Fw 57 et Hs 124 furent définitivement abandonnés par leurs sociétés respectives.

## Conception
Dessiné par Wilhelm Bansemir, le Fw 57 fut le premier avion entièrement métallique de la firme Focke-Wulf. L'appareil était un monoplan bimoteur à ailes basses de type cantilever.
Le fuselage profilé se terminait en forme de lame sous l'empennage. Une structure renforcée abritait les trois membres d'équipage positionnés en tandem. Le nez de l'appareil était en partie vitré, une longue verrière protégeait le poste de pilotage (occupé par le pilote et le navigateur) pour se terminer par une tourelle (servie par le mitrailleur). Chaque aile était pourvue d'une nacelle moteur, juste sous son bord d'attaque, entraînant une hélice tripale à pas variable.
Les deux premiers exemplaires furent motorisés avec des Jumo 210A de 610 ch, qui ne se révélèrent pas assez puissants pour la lourde structure, et furent remplacés sur le modèle final par des Daimler-Benz DB 600A de 910 ch.
Côté armement, le Fw 57 arrive à rivaliser avec ses adversaires : 2 canons MG FF de 20 mm sont positionnés dans le nez de l'appareil pour le pilote, tandis que la tourelle électrique Mauser accueille un autre canon MG FF de même calibre. À noter que ce genre de tourelles dorsales fut un élément qui manqua cruellement aux avions de la Luftwaffe lors de la Seconde Guerre mondiale. Le Fw 57 était capable de transporter dans sa soute 6 bombes de 100 kg pour des missions de harcèlement ou de bombardement léger.